# كوبوليتي
كوبوليتي (بالجورجية: ქობულეთი) هي بلدة في جمهورية أجاريا غرب جورجيا، تقع على الساحل الشرقي للبحر الأسود. وهي مقر بلدية كوبوليتي ومنتجع ساحلي يزوره الجورجيون والعديد من سكان الاتحاد السوفيتي السابق سنويًا. تحظى بشعبية خاصة بين السياح الأرمن.